# Transbordador
|  | Per a altres significats, vegeu «Transbordador espacial». |

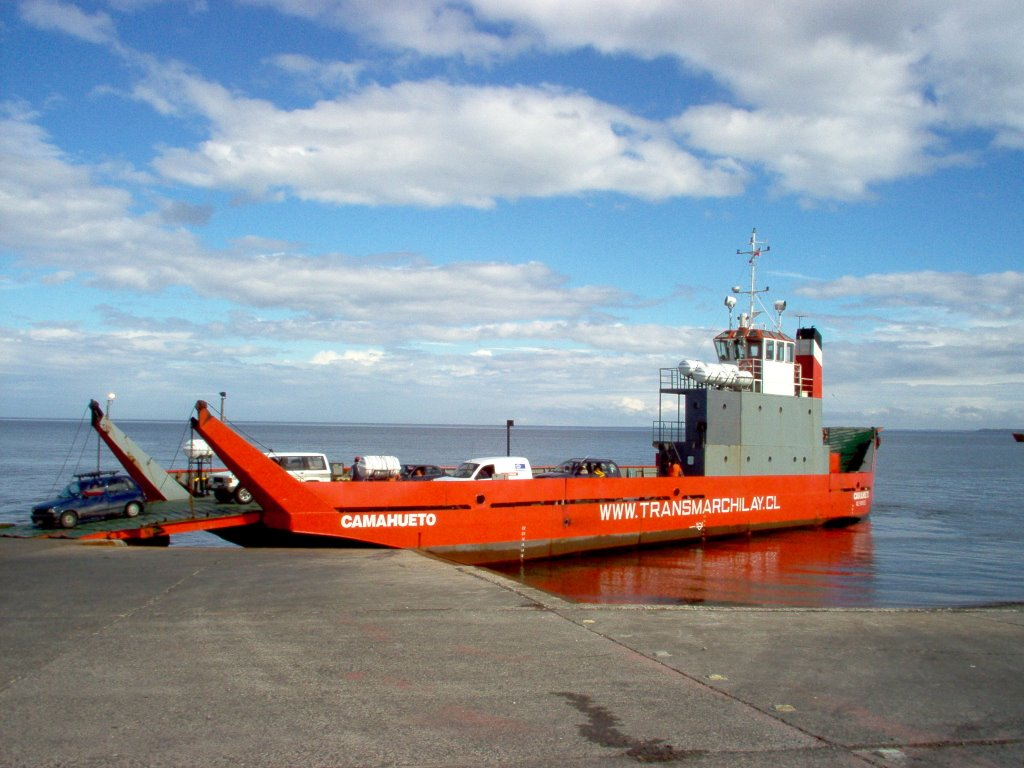
Transbordador després de creuar el canal de Chacao, Xile

Un transbordador és un tipus de vaixell que es fa servir per a transportar viatgers d'un indret a un altre. Són de línia regular, poden transportar vehicles i el seu viatge és de menys de 24 hores. També és conegut amb l'anglicisme catalanitzat ferri, derivat de l'anglès ferry.
Formen part del transport públic en algunes ciutats situades en la costa, amb badies, grans llacs o rius, permetent el trànsit directe entre dos punts i el seu cost és molt menor a la construcció de ponts i túnels.
De vegades la paraula transbordador es fa servir per al vaixell que uneix distàncies curtes (dues ribes d'un riu, per exemple), mentre que s'anomena ferri el vaixell que cobreix majors recorreguts i és també de majors dimensions.

## Història

### A l'antiguitat
La professió del barquer està encarnada en la mitologia grega a Caront, el barquer que transportava ànimes a través del riu Estígia a l'Inframón.
L'especulació que un parell de bous van propulsar un vaixell que tenia una roda hidràulica es pot trobar a la literatura romana del segle iv amb "Anonymus De Rebus Bellicis". Encara que no és pràctic, no hi ha cap raó per la qual no pugui funcionar i un transbordador d'aquest tipus, modificat mitjançant l'ús de cavalls, es va utilitzar al llac Champlain als Estats Units del segle xix.
El 1850, el ferri de càrrega rodada (ro-ro), Leviatan, dissenyat per transportar vagons de càrrega de manera eficient a través del Firth of Forth a Escòcia, va començar a operar entre Granton, prop d'Edimburg, i Burntisland a Fife. El disseny de l'embarcació va ser molt innovador i la capacitat de moure càrrega en grans quantitats i amb una mà d'obra mínima va marcar el camí a seguir per al transport marítim, convertint el transbordador ro-ro d'un tipus de vaixell experimental i marginal en un importància central en el transport de mercaderies i passatgers.
El 1871, es va crear a Istanbul el primer transbordador del món. El vaixell de vapor de ferro, anomenat "Suhulet" (que significa "facilitat" o "conveniència"), va ser dissenyat pel director general de Şirket-i Hayriye (Companyia de Navegació a Vapor del Bòsfor), Giritli Hüseyin Haki Bey, i construït per un constructor naval britànic. Pesava 157 tones. Mesurava 45,7 metres de llargada, 8,5 metres d'amplada i tenia un calat de 3 metres. Era capaç de viatjar a una velocitat de fins a 6 nusos amb la roda lateral impulsada pel motor de vapor de dos temps, monocilíndric i de 450 cavalls de potència.
Llançat el 1872, les característiques úniques de Suhulet consistien en una entrada i sortida simètrica per a carruatges tirats per cavalls, juntament amb un sistema dual d'escotilles. El ferri operava a la ruta Üsküdar-Kabataş, que encara disposa d'un servei de transbordadors moderns actualment.

## Tipus
El seu disseny depèn de les distàncies a cobrir, la capacitat i velocitat requerida, així com les condicions de l'aigua.

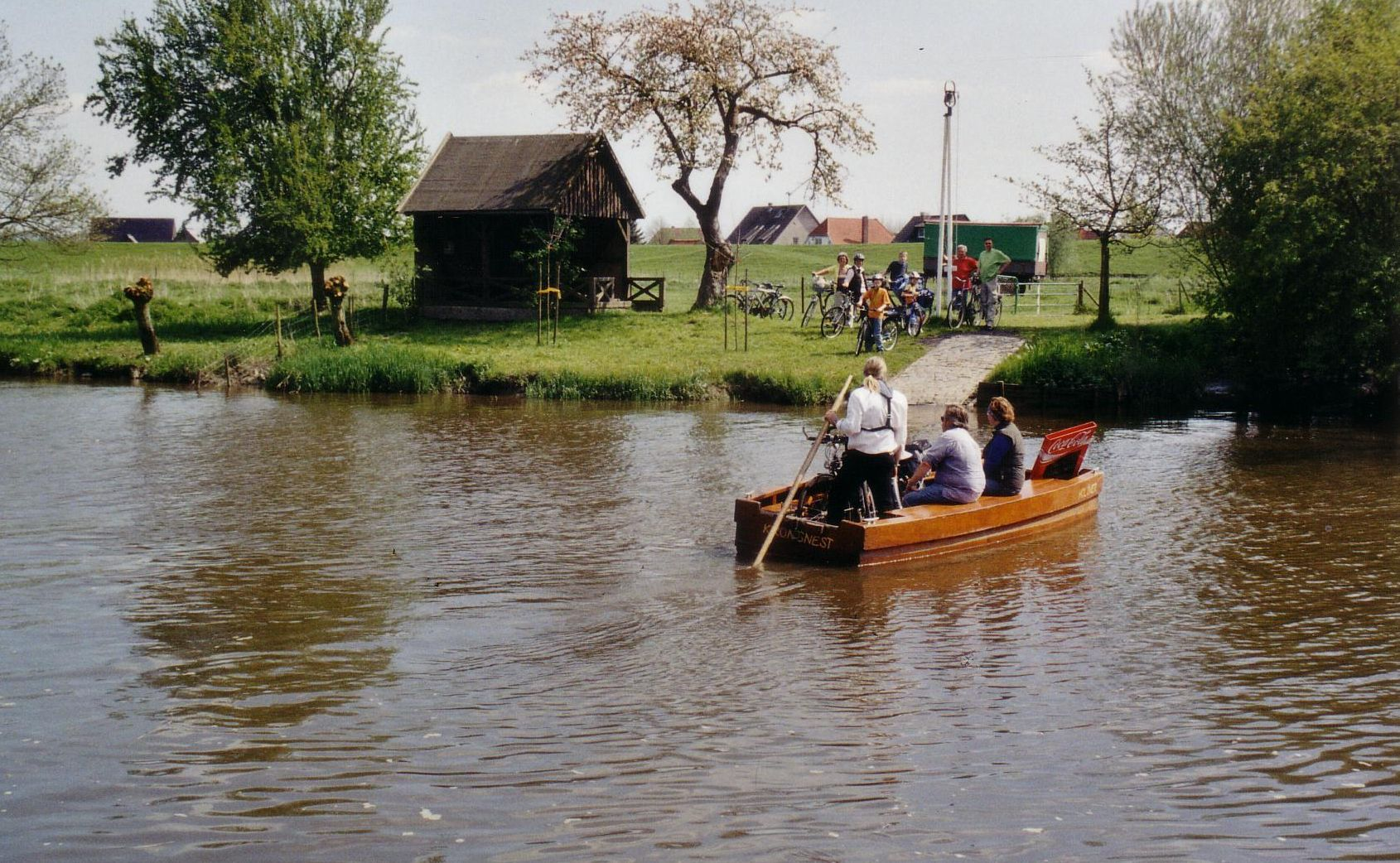
El pas de barca de Kronsnest al Krückau: una reconstrucció d'un transbordador per cinglar

Transbordador per cinglarpetits transbordadadors de fusta, utilitzat des de l'edat mitjana per tal de creuar rius, quan la construcció d'un pont era massa onerós o impossible amb els mitjans tècnics de l'època. La propulsió manual semblava molt al que es fa amb les góndoles venecianes.
Ferris ràpidsTenen l'avantatge d'aconseguir altes velocitats de creuer. Els aerolliscadors o hovercraft funcionen amb èxit al Canal de La Mànega, encara que en l'actualitat han estat desplaçats pels catamarans d'alta velocitat que ara competeixen amb els ferries convencionals i l'Eurotúnel per on circula el tren Eurostar.
HidroalaLes hidroales són una solució pràctica, ràpida i relativament econòmica a les Illes Canàries, tot i que el seu reemplaçament per transbordadors de cotxes d'alta velocitat és considerat per alguns crítics com a pas enrere, atès que consumeixen molt més combustible i fomenten l'ús inadequat dels cotxes a les illes, que pateixen ja l'impacte del turisme de masses. Malgrat això, van deixar de prestar servei fa alguns anys sent substituïts per flotes de catamarans i d'altres embarcacions d'alta velocitat, cosa que va permetre de millorar la comunicació a més baix cost i realitzar més serveis en menor temps.

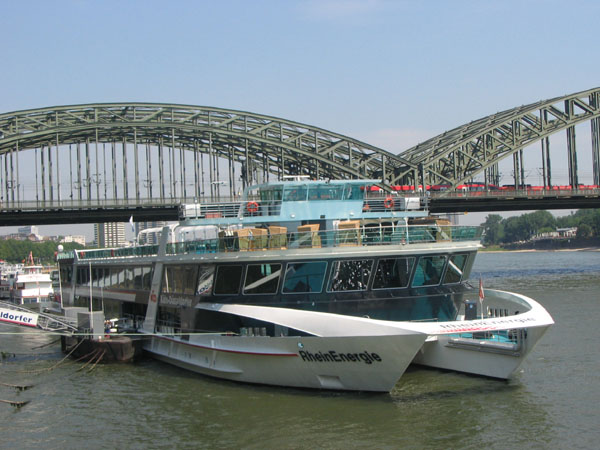
Catamarà en el Rin.

CatamaràUn catamarà és una embarcació de dos bucs, normalment associats amb vaixells d'alta velocitat, la qual cosa fa adequat aquest tipus de vaixells per actuar com ferries ràpids o fast ferries (encara que també n'hi ha de vela o militars). Stena Line opera amb els majors catamarans del món, dins del Regne Unit i Escandinàvia. Poden desplaçar 19.638 tones i transportar uns 1.500 passatgers. A l'Argentina són comuns en tots els punts turístics amb activitats lacustres i de mar: poden gaudir-se en els passejos pel llac Nahuel Huapi a Bariloche; en passejos pel delta del Tigre, fins i tot el parc de la costa (parc de diversions) té les seves pròpies embarcacions com un altre atractiu per als visitants; al port de Mar del Plata. A Buenos Aires hi ha diverses empreses que brinden serveis turístics i per a esdeveniments privats, algunes uneixen el port argentí amb el seu país veí l'Uruguai, amb Montevideo i Colònia entre d'altres. A Còrdova, en passejos pel llac Sant Roque. A Entre Ríos, passejant pel riu Gualeguaychú. Gairebé a la fi del món a Ushuaia es realitzen espectaculars passejos. I uns altres.

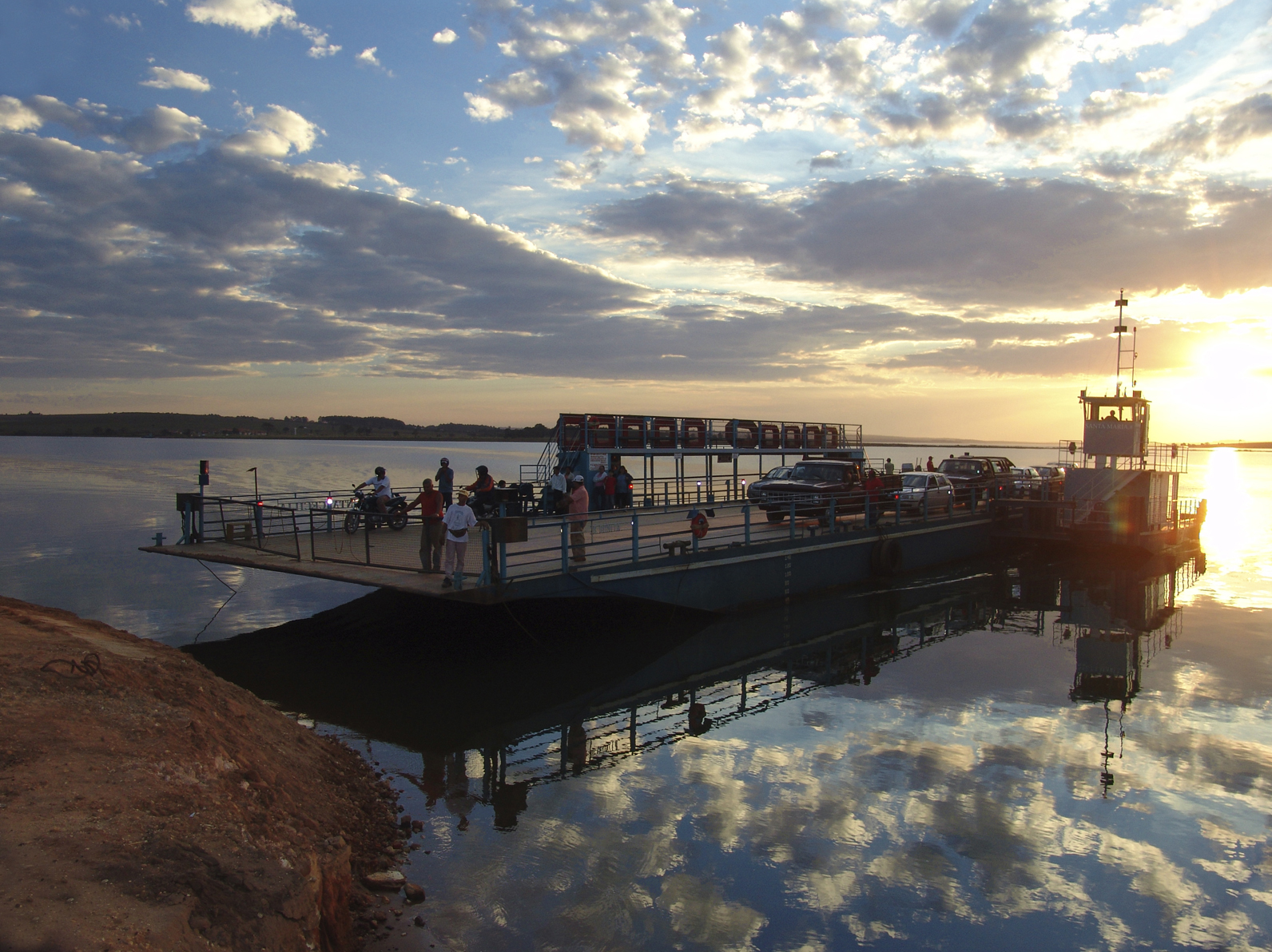
Transbordador al riu Paranapanema (Brasil)

ro-rode roll on-roll off són els grans vaixells de càrrega horitzontal, cridats així per la seva capacitat per portar càrrega rodada. Desenvolupat per transportar trens al segle xix, van prendre volada des de mitjan segle xx per cotxes i camions. Encara que aquesta funcionalitat existeix en ferris més petits que operen en rius i canals navegables, aquesta tècnica per la seva flexibilitat, s'utilitza cada vegada més per la part marítima del transport multimodal en trajectes de short see shipping.
Ferri amb cablePer a distàncies molt curtes, el ferri és propulsat i dirigit per cables que estan connectats en ambdues ribes, encara que de vegades és dirigit per algú des de l'embarcació. Els ferris a reacció usen la força perpendicular del corrent d'aigua com a font d'energia. Els ferries de cadenes poden utilitzar-se en distàncies curtes dins de rius ràpids.

## Atracament

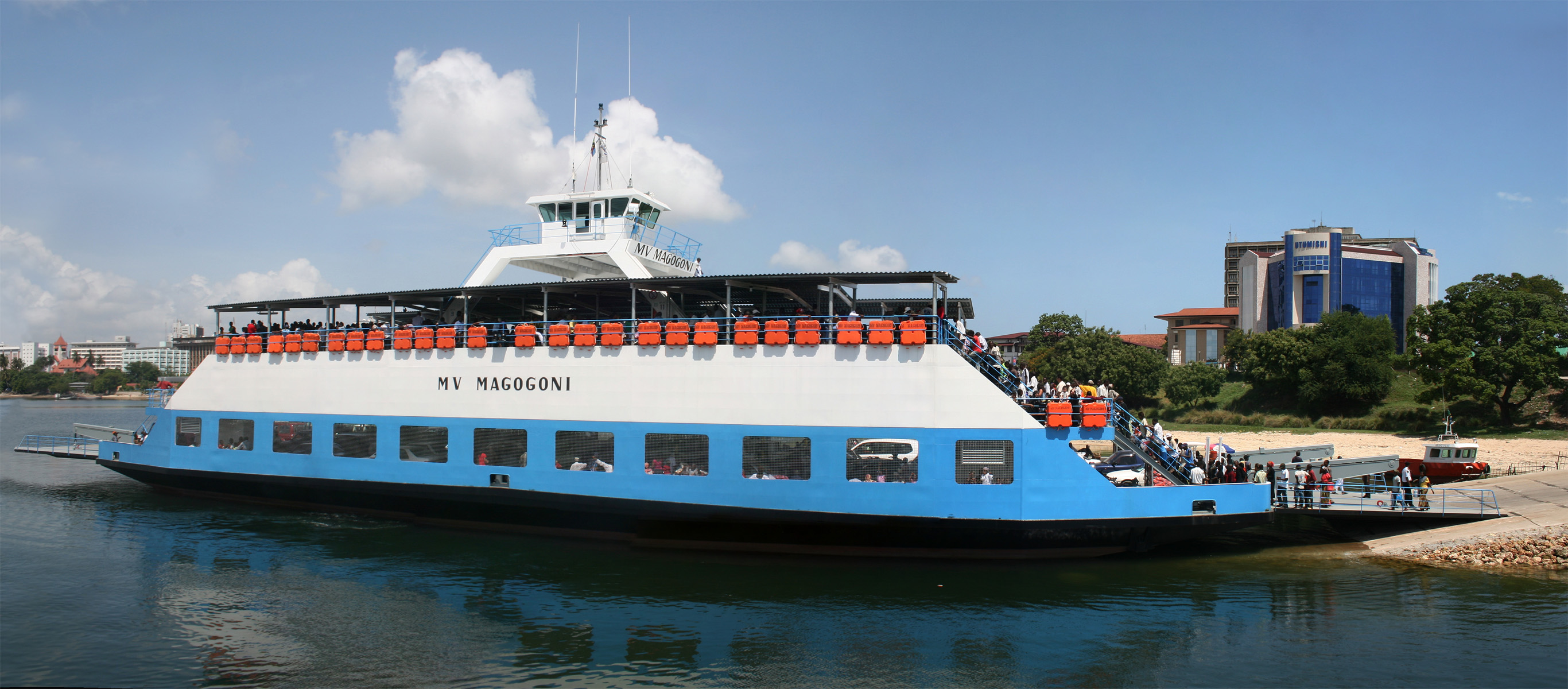
El pont llevadís del transbordador es troba a la grada. Aquest transbordador de doble banda mesura 74 m × 17,5 m i transporta 2.000 passatgers i 60 cotxes.

Els transbordadors solen atracar en instal·lacions especialitzades dissenyades per col·locar el vaixell en posició de càrrega i descàrrega, anomenades grada. Si el transbordador transporta vehicles de carretera o vagons de ferrocarril, hi sol haver una rampa ajustable anomenada plataforma que forma part del moll. En altres casos, la rampa de la plataforma formarà part del mateix transbordador, actuant com a protecció contra les onades quan s'eleva i baixa per trobar-se amb una rampa fixa a la terminal, un segment de carretera que s'estén parcialment sota l'aigua o troba amb la rampa del transbordador.

## Sostenibilitat

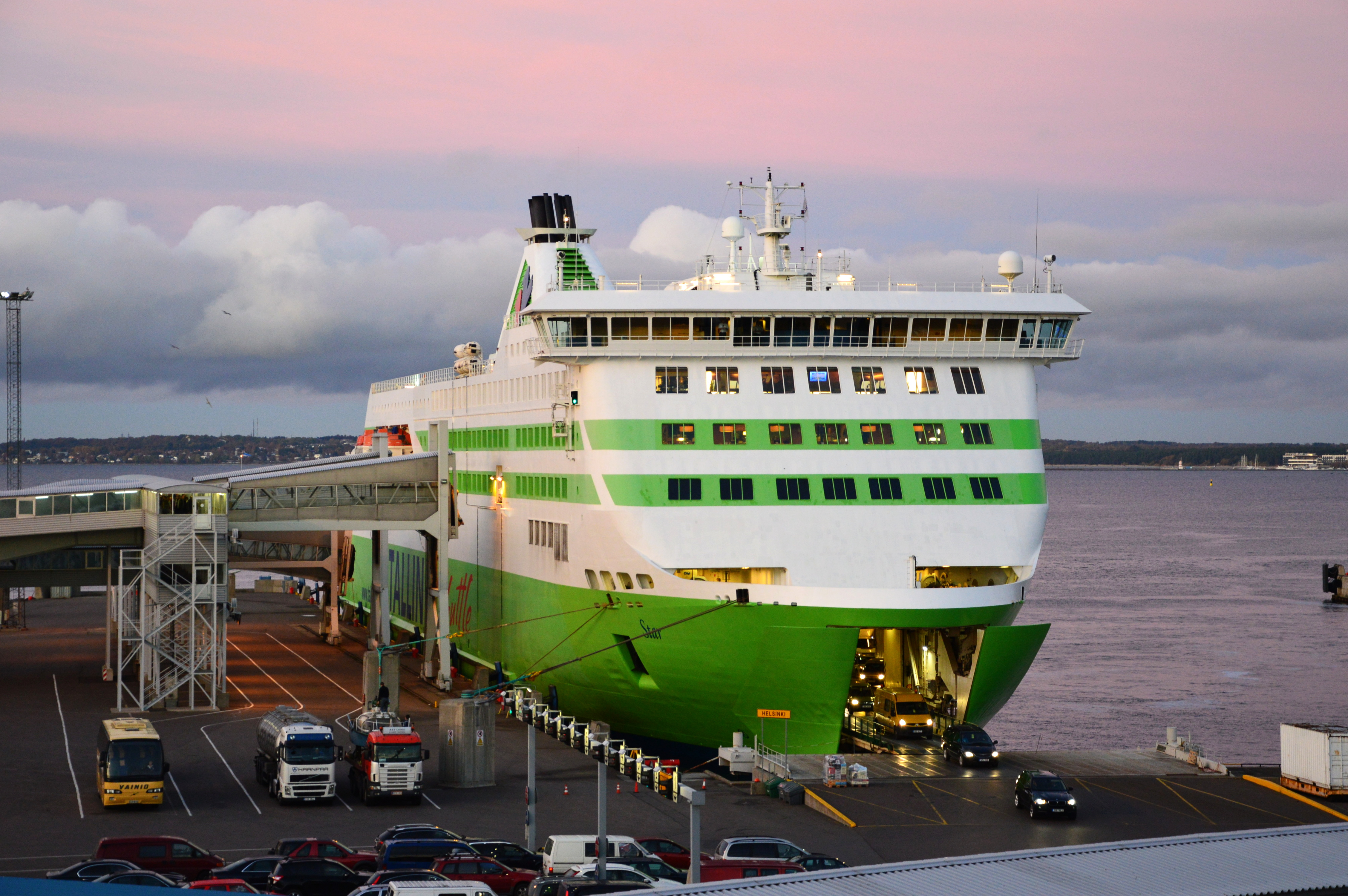
Els transbordadors ràpids Ro-Pax, com el MS Star, produeixen notables emissions de CO_{2}.

La contribució dels viatges amb ferri al canvi climàtic ha rebut menys atenció que el transport terrestre i aeri, i varia considerablement en funció de factors com la velocitat i el nombre de passatgers transportats. Les emissions mitjanes de diòxid de carboni dels transbordadors per passatger-quilòmetre semblen ser de 0,12 kg (4,2 oz). Tot i això, els transbordadors de 18 nusos (21 mph; 33 km/h) entre Finlàndia i Suècia produeixen 0,221 kg (7,8 oz) de CO2, amb unes emissions totals que equivalen a 0,223 kg (7,9 oz) de CO2. 223 kg (7,9 oz), mentre que els transbordadors de 24-27 nusos (44-50 km/h) entre Finlàndia i Estònia produeixen 0,396 kg (14,0 oz) de CO2, amb unes emissions totals equivalents a 0,4 kg (14 oz).

## Combustibles alternatius

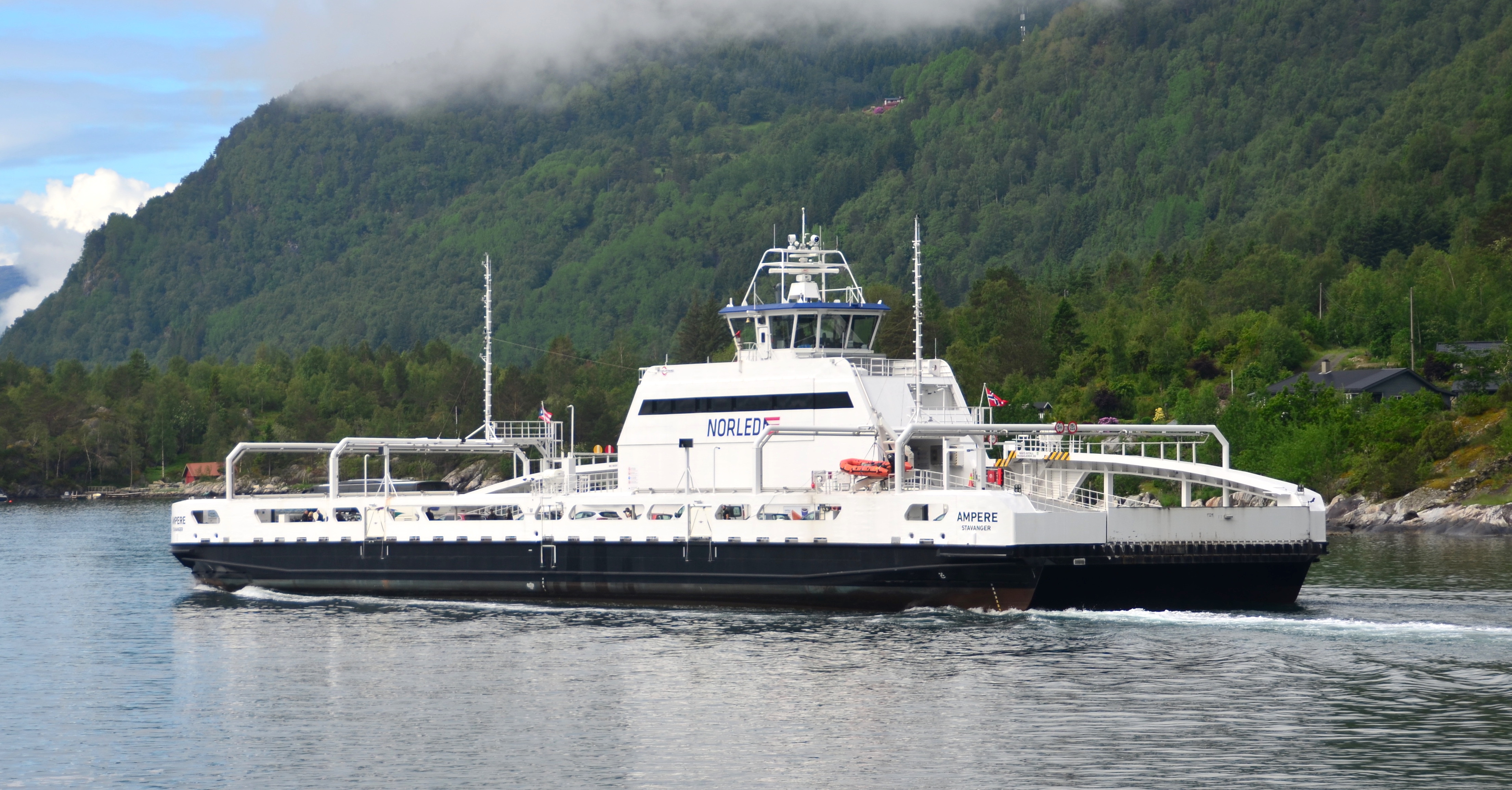
El MF Ampere és el primer ferri elèctric del món.

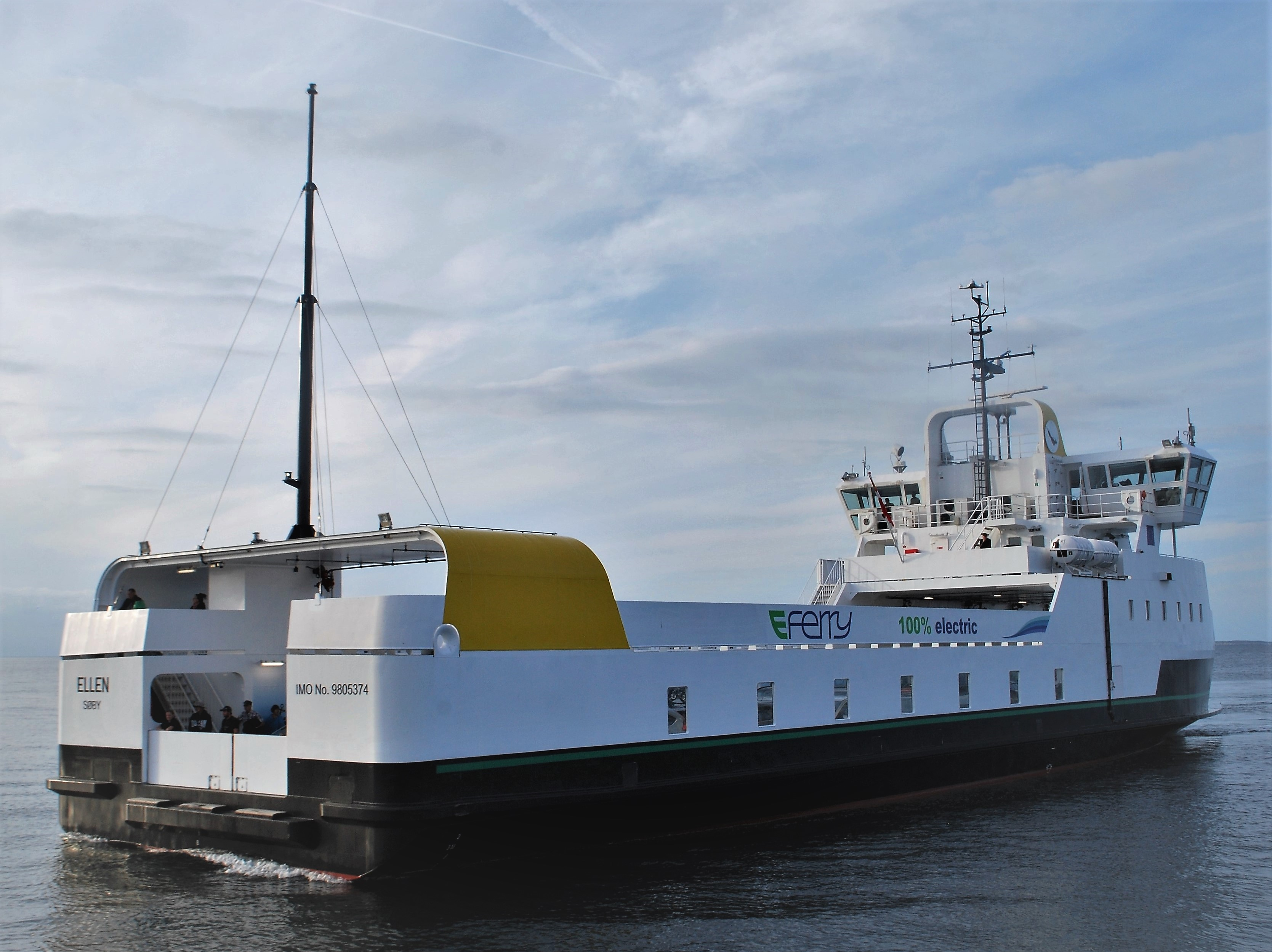
El E-ferry Ellen.

Amb el preu del petroli a nivells elevats i la creixent pressió dels consumidors perquè es prenguin mesures contra l'escalfament global, a la conferència Interferry d'Estocolm es van presentar diverses innovacions per a l'energia i el medi ambient. Segons l'empresa Solar Sailor, l'energia marina híbrida i la tecnologia d'ales solars són adequades per utilitzar-los en transbordadors, iots privats i fins i tot petroliers.
Els combustibles alternatius estan cada cop més estesos als transbordadors. El transbordador de passatgers més ràpid del món, Buquebus, funciona amb GNL, mentre que la sueca Stena va transformar el 2015 un dels seus transbordadors perquè funcionés tant amb gasoil com amb metanol. Tant el GNL com el metanol redueixen considerablement les emissions de CO2 i substitueixen el costós gasoil.
A Escandinàvia operen transbordadors elèctrics de bateria de classe megawatt, i està previst que n'operin diversos més. El 2017, el major transbordador purament elèctric del món era el MF Tycho Brahe, que opera a la ruta de transbordadors Helsingør-Helsingborg a través del Øresund entre Dinamarca i Suècia. El ferri pesa 8414 tones i té una capacitat d'emmagatzematge elèctric de més de 4 MWh.
Des del 2015, la companyia noruega de transbordadors Norled opera l'e-ferry Ampere a la connexió Lavik-Opedal a l'E39 al nord de Bergen. Més al nord, a la costa occidental noruega, la connexió entre Anda i Lote serà la primera ruta del món servida únicament per e-ferries. El primer dels dos vaixells, l'MF Gloppefjord, va entrar en servei el gener del 2018, seguit de l'MF Eidsfjord. El propietari, Fjord1, ha encarregat set transbordadors més alimentats per bateries que estaran en funcionament a partir del 2020. S'espera que per al 2021 estiguin operatius a Noruega un total de 60 transbordadors alimentats per bateries.
Des del 15 d'agost de 2019, el municipi d'Ærø opera l'E-ferry Ellen entre els ports del sud de Dinamarca de Fynshav i Søby, a l'illa d'Ærø. L'e-ferry pot transportar 30 vehicles i 200 passatgers i funciona amb una bateria “amb una capacitat sense precedents” de 4,3 MWh (5.800 CV⋅h). El vaixell pot navegar fins a 22 milles nàutiques (41 km) entre càrregues, set vegades més del que era possible fins ara per a un e-ferry. Ara haurà de demostrar que pot fer fins a set viatges d'anada i tornada al dia. La Unió Europea, que ha donat suport al projecte, pretén desplegar 100 o més d'aquests transbordadors per al 2030.

## Ferris enfonsats
- MS Herald of Free Enterprise es va enfonsar accidentalment el 6 de març de 1987 a causa que va salpar amb la porta de proa oberta del port de Zeebrugge, amb resultat de 193 morts.
- MV Doña Paz: va col·lidir accidentalment el 20 de desembre de 1987 contra el petrolier MT Vector i després es va incendiar i va enfonsar, morint entre 4.341 i 4.375 persones. És el naufragi més gran sofert per una embarcació en temps de pau.
- Naufragi del Moby Prince: va col·lidir accidentalment el 10 d'abril de 1991 contra el petrolier Agip Abruzzo i es va incendiar, 140 morts.
- Salem Express: es va enfonsar accidentalment el 15 de desembre de 1991 després de xocar contra un escull a la costa de Safaga al Mar Roig egipci, entre 470 i 1000 morts.
- M/S Estonia: enfonsat accidentalment el 28 de setembre de 1994 després de perdre la visera de proa durant una travessia en aigües finlandeses del mar Bàltic, 852 morts.
- MV Bukoba: enfonsat el 21 de maig de 1996 al Llac Victòria, a 30 quilòmetres de Mwanza, Tanzània, per anar sobrecarregat, entre 800 i 1000 morts.
- MS Express Samina es va enfonsar accidentalment el 26 de setembre del 2002 després de xocar contra una roca, 81 morts.
- MV Le Joola: enfonsat per una tempesta a l'altura de la costa de Gàmbia el 26 de setembre de 2002, 1.863 morts.
- MV Princess of the Stars: va bolcar el 21 de juny de 2008 pel tifó Fengshen a Filipines, 814 morts.
- MV Spice Islander I: va bolcar el 10 de setembre de 2011 enfront de les costes de Tanzània, 1573 morts.
- MV Rabaul Queen enfonsat el 2 de febrer del 2012 després de bolcar-se per unes onades grans, 183 morts.
- MV Karama: enfonsat per una tempesta el 18 de juliol de 2012 a Zanzíbar, uns 150 morts.
- MV St. Thomas Aquinas: enfonsat el 3 de setembre de 2013 després de xocar accidentalment contra el MV Sulpicio Express a la costa de Cebú, 137 morts.
- MV Sewol: va bolcar el 16 d'abril de 2014 per un lliscament de la càrrega que portava a bord a la costa de Corea del Sud, 306 morts.
- Naufragi del MV Nyerere: després de bolcar el 20 de setembre de 2018 al Llac Victòria, 228 morts.